# Christel Pascal
Christel Pascal (Gap, 6 ottobre 1973) è un'ex sciatrice alpina francese.
Durante il periodo del suo matrimonio con lo sciatore francese Christophe Saioni aveva assunto anche il cognome del coniuge e gareggiava come Christel Pascal-Saioni.

## Biografia

### Stagioni 1992-2000
Specialista delle gare tecniche e in particolare dello slalom speciale originaria di Barcelonnette, Christel Pascal ottenne il primo risultato internazionale di rilievo ai Mondiali juniores di Maribor 1992, quando vinse la medaglia d'argento nello slalom speciale. Il primo piazzamento in Coppa del Mondo avvenne il 18 dicembre 1994 nello slalom speciale disputato a Sestriere, che chiuse al 17º posto. Debuttò ai Campionati mondiali a Sestriere 1997, piazzandosi 18ª nello slalom speciale; identico piazzamento ottenne due anni dopo nella rassegna iridata di Vail/Beaver Creek 1999.
Il 20 novembre 1999 a Copper Mountain ottenne la sua unica vittoria in Coppa del Mondo, nonché primo podio, sempre in slalom speciale; pur non riuscendo più in seguito a salire nuovamente sul gradino più alto, conquistò comunque altri otto podi in carriera. La stagione 1999-2000 fu la sua migliore in Coppa del Mondo, con il 12º posto nella classifica generale e il 2º in quella di slalom speciale vinta da Špela Pretnar con 19 punti di vantaggio sulla Pascal.

### Stagioni 2001-2006

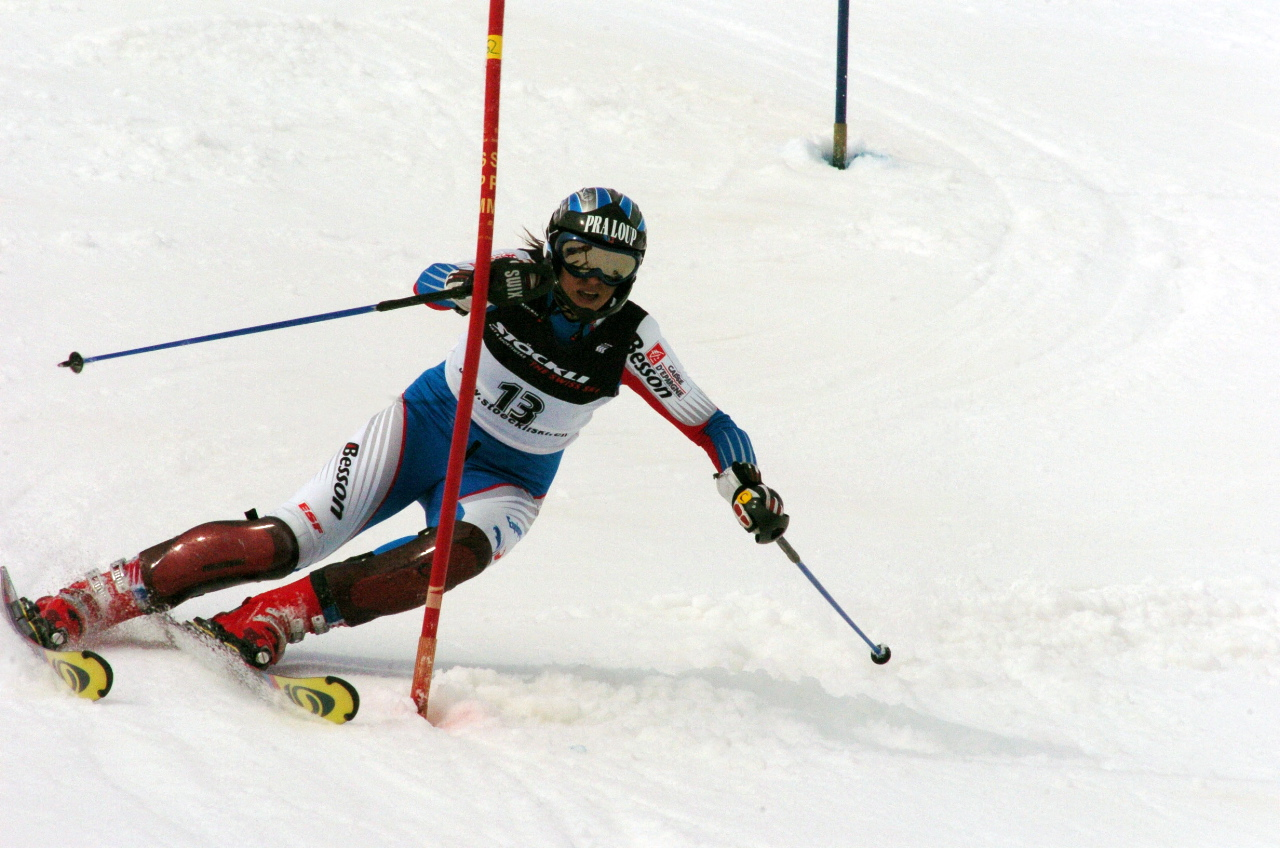
Christel Pascal in gara

Nel 2001, in occasione dei Mondiali svoltisi a Sankt Anton am Arlberg, sempre tra i pali stretti vinse la medaglia d'argento, giungendo alle spalle della fuoriclasse svedese Anja Pärson; nello slalom gigante fu 7ª. Ai XIX Giochi olimpici invernali di Salt Lake City 2002, sua unica partecipazione olimpica, si classificò 25ª nello slalom gigante e non concluse lo slalom speciale; il 29 dicembre dello stesso anno conquistò l'ultimo podio in Coppa del Mondo, a Semmering in slalom speciale (2ª).
Ai Mondiali di Sankt Moritz 2003 fu 12ª nello slalom speciale, mentre ai Mondiali di Bormio/Santa Caterina Valfurva 2005 vinse la medaglia di bronzo nella gara a squadre e fu nuovamente 12ª nello slalom speciale. Si ritirò dalle competizioni durante la stagione 2005-2006 e la sua ultima gara fu lo slalom speciale di Coppa del Mondo disputato a Maribor l'8 gennaio 2006, non completato dalla Pascal.

## Palmarès

### Mondiali
- 2 medaglie:
  - 1 argento (slalom speciale a Sankt Anton am Arlberg 2001)
  - 1 bronzo (gara a squadre a Bormio/Santa Caterina Valfurva 2005)

### Mondiali juniores
- 1 medaglia:
  - 1 argento (slalom speciale a Maribor 1992)

### Coppa del Mondo
- Miglior piazzamento in classifica generale: 12ª nel 2000
- 9 podi:
  - 1 vittoria (in slalom speciale)
  - 6 secondi posti
  - 2 terzi posti

#### Coppa del Mondo - vittorie
| Data             | Località        | Paese       | Specialità |
| ---------------- | --------------- | ----------- | ---------- |
| 20 novembre 1999 | Copper Mountain | Stati Uniti | SL         |

Legenda:

SL = slalom speciale

### Coppa Europa
- 3 podi (dati dalla stagione 1994-1995):
  - 2 secondi posti
  - 1 terzo posto

### Nor-Am Cup
- Miglior piazzamento in classifica generale: 26ª nel 2000
- 4 podi (dati dalla stagione 1994-1995):
  - 1 vittoria
  - 2 secondi posti
  - 1 terzo posto

#### Nor-Am Cup - vittorie
| Data             | Località     | Paese       | Specialità |
| ---------------- | ------------ | ----------- | ---------- |
| 14 novembre 1999 | Breckenridge | Stati Uniti | SL         |

Legenda:

SL = slalom speciale

### Campionati francesi
- 11 medaglie (dati dalla stagione 1994-1995)[2]:
  - 5 ori (slalom speciale nel 1997; slalom gigante, slalom speciale nel 2000; slalom speciale nel 2001; slalom speciale nel 2002)
  - 3 argenti (slalom gigante nel 2001; slalom speciale nel 2003; slalom speciale nel 2005)
  - 3 bronzi (slalom speciale nel 1996; slalom speciale nel 1996; slalom speciale nel 1999)